# Накопичувач на магнітній стрічці

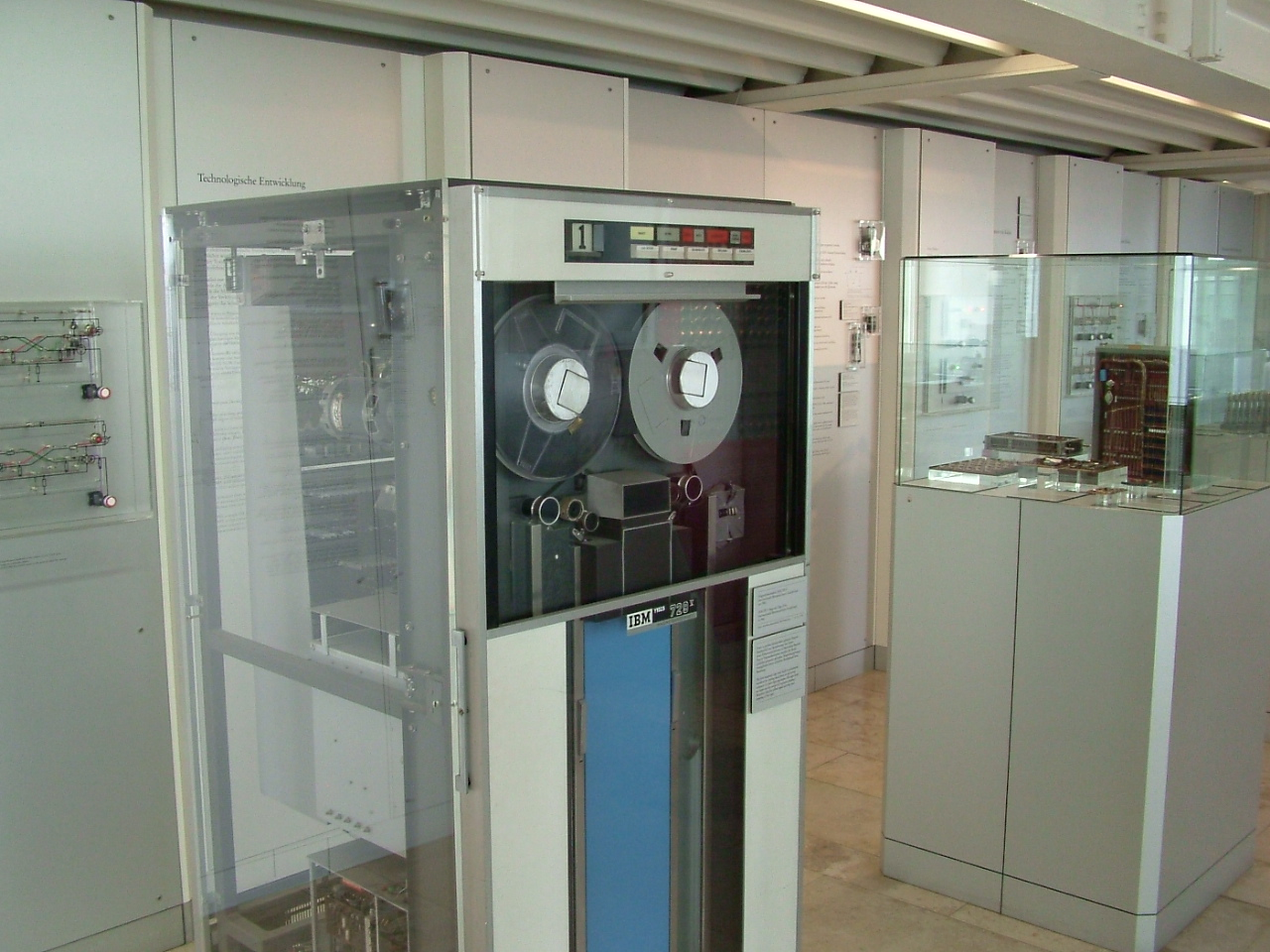
Накопичувач IBM 729 в музеї (бокові та задня стінка замінені на прозорі)

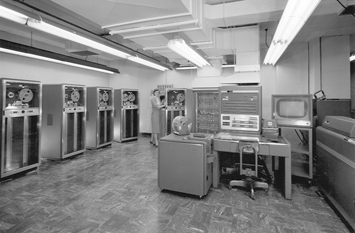
Накопичувачі на магнітній стрічці (ліворуч) у складі IBM 704, 1950-ті

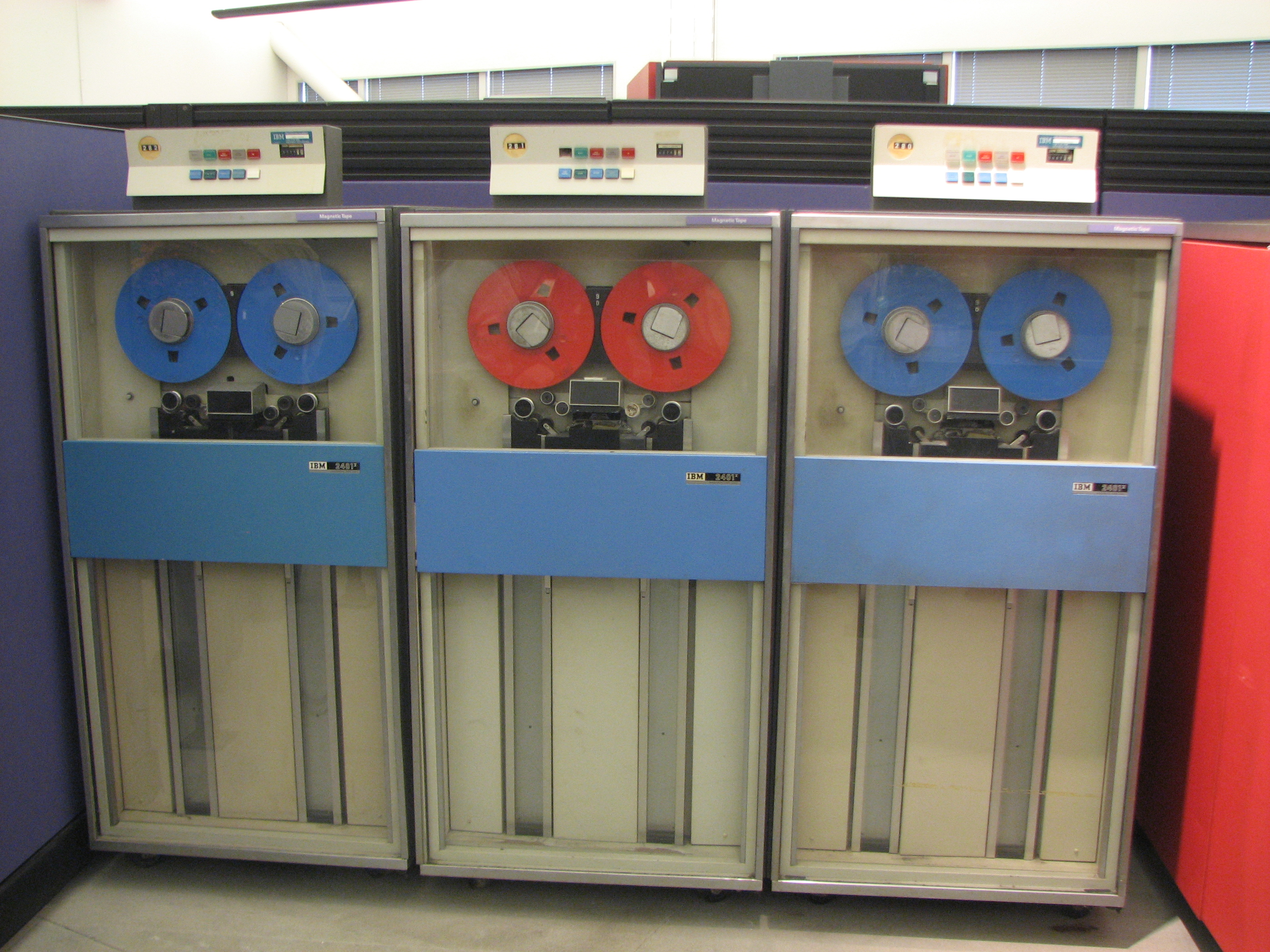
Накопичувачі на магнітній стрічці системи IBM/360, 1960-ті

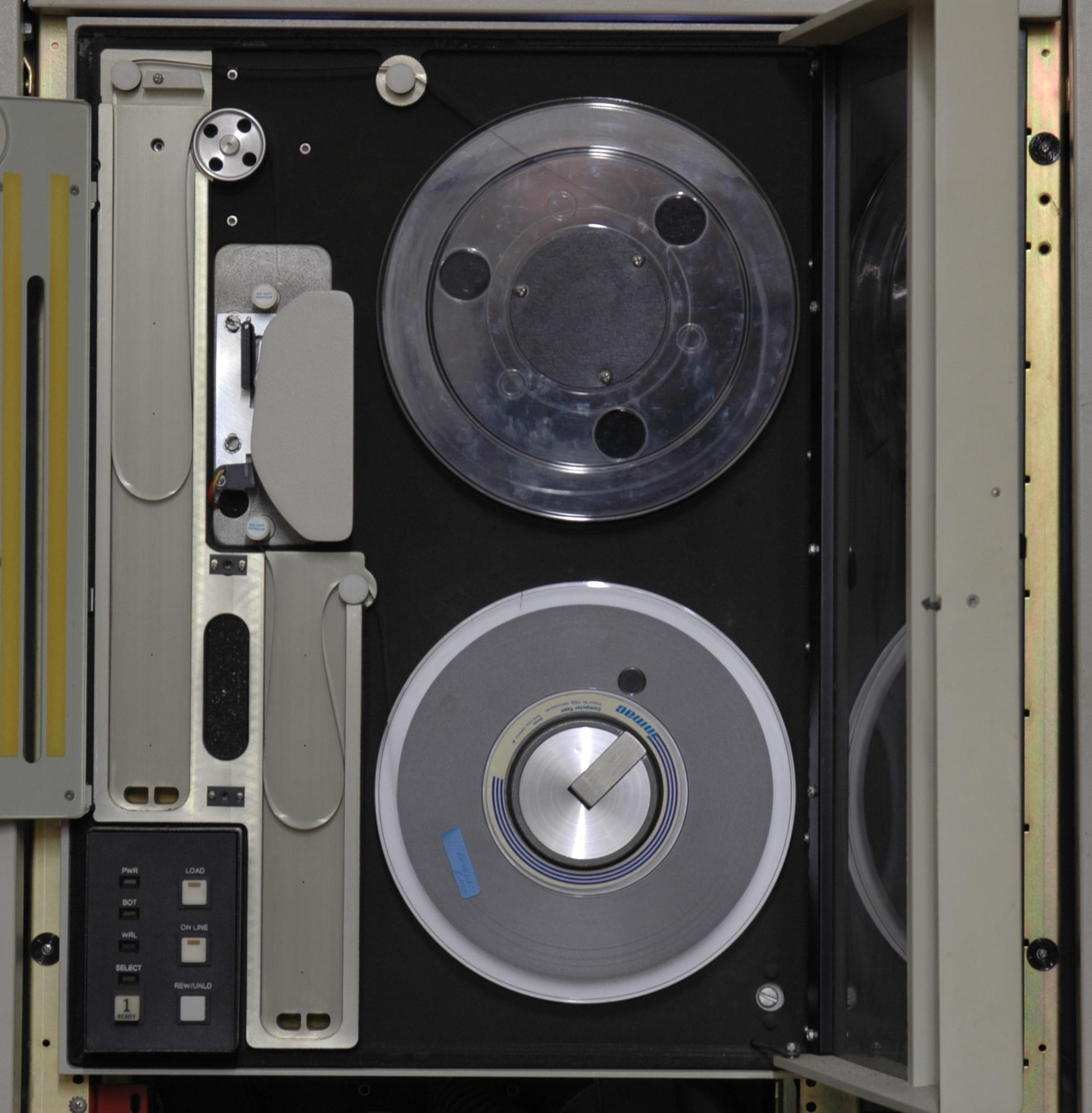
Механізм протягування стрічки, ліворуч — вакуумні колонки (сірі)

Накопичувач на магнітній стрічці — периферійний пристрій мейнфреймів для запису та відтворення даних. Один з перших зовнішніх пристроїв зберігання даних — використовувався задовго до впровадження жорстких магнітних барабанів та дисків як периферійного пристрою збереження даних. Забезпечував послідовний доступ до даних (на відміну від прямого доступу для жорстких дисків).
Накопичувач на магнітній стрічці, що використовує картриджі або касети, також називають «стример» (від англ. «streamer») на відміну від пристроїв для мейнфреймів (англ. «Magnetic tape data storage»).

## Конструкція

### Стрічка
На початку свого впровадження на накопичувачах використовувалась лавсанова стрічка шириною 25,4 мм (1 дюйм) і товщиною 45-55 мкм, пізніше була впроваджена стрічка шириною 12,7 мм (1,2 дюйма) товщиною 45-55, згодом — 37 мкм.
У пізніх моделях на початку і кінці стрічки наклеювались маркери з фольги, які дозволяли встановити стрічку в початок або кінець.
На котушках зі стрічкою встановлювалось кільце захисту від запису.

### Стрічкопротяжний механізм
Стрічкопротяжний механізм мав забезпечувати постійну швидкість переміщення стрічки і малу затримку на операціях читання-запису. Це досягалось формуванням петель, які утримувались натяжними важелями або у вакуумних колонках. Згодом натяжні важелі лишились виключно у пристроях ручного введення даних, які не вимагали малого часу доступу до даних.
Стрічка пересувалась спеціалізованим двигуном з малим моментом інерції, на валу якого був легкий маховик (зазвичай покритий тонким шаром коркового дерева для збільшення зчеплення).
З вакуумних колонок (важелів натягу стрічки) зчитувався сигнал про розмір петлі, на основі якого здійснювалось керування сервомоторами приводів подавальної та приймальної касет.
У передових моделях накопичувачів забезпечувалось автоматичне заправлення магнітної стрічки потоком стисненого повітря, у простіших моделях заправлення стрічки здійснювалось вручну.

### Принцип запису даних
Дані записувались на декілька доріжок познаково (побайтно) — кожен розряд на власну доріжку, контрольний розряд парності записувався на окрему доріжку. Таким чином для 6-бітного кодування використовували 7 доріжок, для 8-бітного — 9. Запис здійснювався блоками, для кожного з яких обраховувалась контрольне значення. В разі виникнення помилки пристрій керування накопичувачем (внутрішній або зовнішній) самостійно намагався виправити помилку шляхом повторного зчитування-запису або коригуванням окремих розрядів на основі контрольних значень.
Запис даних здійснювався з модуляцією NRZ-1 (без повернення до нуля), у пізніших моделях — MFM (модифікована частотна модуляція).

## Керування
Керування накопичувачем здійснювалось кнопками або клавішами на його корпусі (готовність, перемотування вліво, перемотування вправо, скидання та інші), а також командами, які надсилав контролер накопичувача (різні операції читання та запису, перемотування тощо). Контролер під'єднувався до комп'ютера за допомогою інтерфейсу каналу вводу-виводу.